# Aenictogiton
Aenictogiton és un gènere de formigues de la subfamília dels dorilins (Dorylinae) que comprèn set espècies. Abans es classificava a la subfamília Aenictogitoninae, avui considerada un sinònim de Dorylinae.
Totes les espècies són conegudes únicament per mascles de l'Àfrica central i mostren una afinitat filogenètica amb els dorilomorfs. No se sap res de les obreres i reines, ni del comportament d'aquestes formigues. Se n'ha descrit unes poques espècies en unes poques colònies del món.

## Espècies
El gènere Aenictogiton inclou 7 espècies:
- Aenictogiton attenuatus Santschi, 1919
- Aenictogiton bequaerti Forel, 1913
- Aenictogiton elongatus Santschi, 1919
- Aenictogiton emeryi Forel, 1913
- Aenictogiton fossiceps Emery, 1901
- Aenictogiton schoutedeni Santschi, 1924
- Aenictogiton sulcatus Santschi, 1919